# Walter Obert

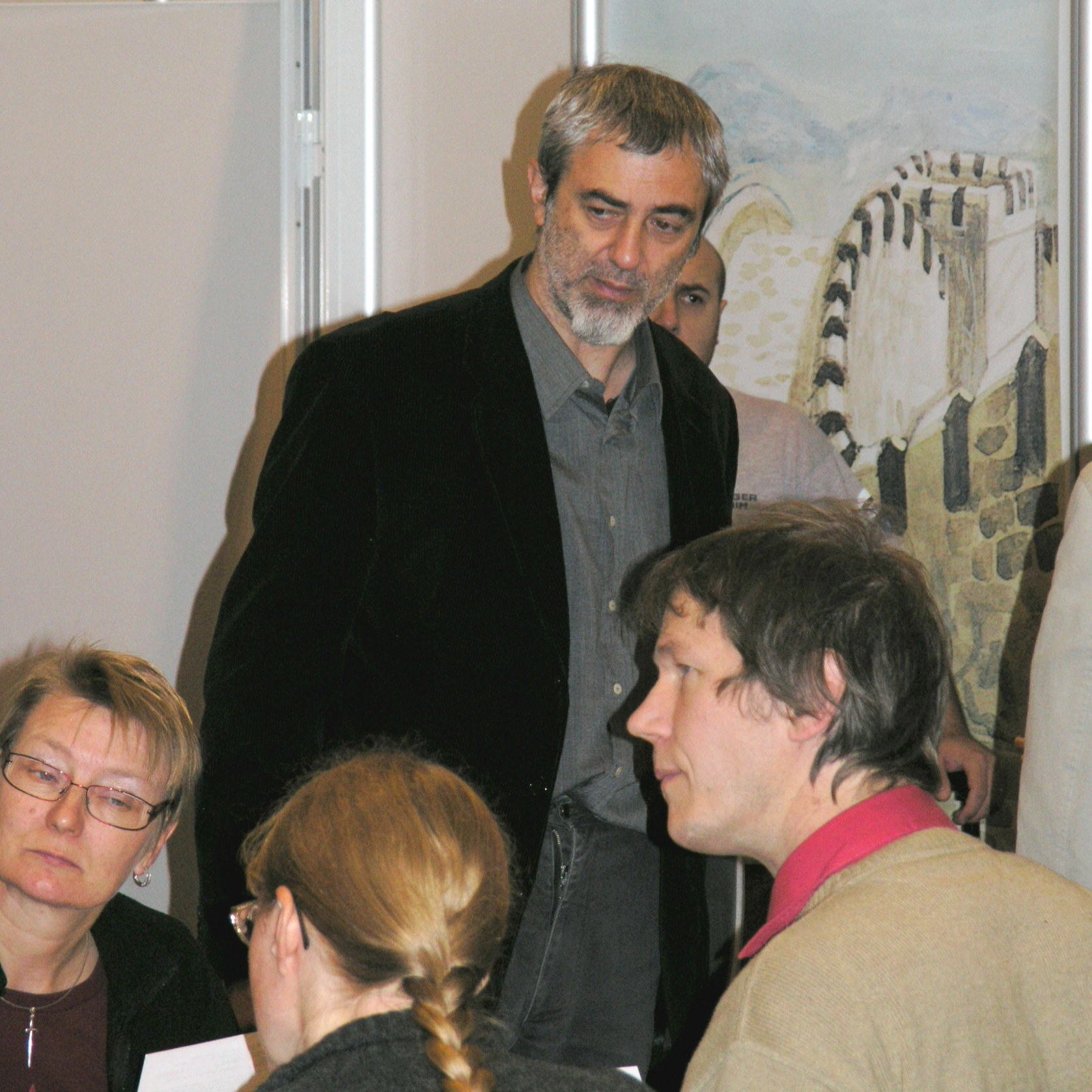
Walter Obert (Essen 2007)

Walter Alberto Augusto Obert (Piossasco, 3 gennaio 1961) è un autore di giochi e divulgatore italiano.

## Biografia
Walter Obert nasce a Piossasco, cittadina della provincia torinese dove vive e frequenta le scuole elementari e medie. Nel 1980 si diploma perito grafico con il massimo dei voti, presso l'ITIS G. B. Bodoni di Torino. Attualmente svolge la professione di grafico presso una azienda di materie plastiche.
Negli anni ottanta inizia ad interessarsi di politica e società nella comunità locale, collaborando nella fondazione di alcune associazioni culturali, sportive e di solidarietà, come ad esempio la "Polisportiva Alter 82", "LAPIS", "Musicanto" e "Senza Confini".

## Carriera
Affascinato fin da giovane dai giochi in scatola, Walter si avvicina all'ambiente ludico nel 1982 grazie alla rivista specializzata Pergioco. Nel 1991 collabora con Alex Randolph e Dario De Toffoli alla pubblicazione di Vampiri in salsa rossa.
Nel 1992 inizia la collaborazione con la rivista Focus, dove cura la sezione dedicata ai giochi per una decina di anni. Nel periodo fra il 1996 e i primi Anni 2000, si interessa ai giochi per computer. Ha collaborato negli anni con le riviste ControMossa, E Giochi, Giochi Magazine e Power Kaos, per tornare, nel 2003, ai giochi in scatola. Nel 2005 organizza insieme a Paolo Mori IDEAG, incontro annuale di inventori e designer di giochi in scatola, giunto nel 2016 alla XII edizione. Dal 2011 ha collaborato col politecnico di Torino per quattro anni come tutor di un workshop di game design. Nel 2014 ha tenuto un workshop di game design presso l'istituto ISIA di Urbino. Nel 2018 è stato il primo portavoce della SAZ, l'associazione degli autori di giochi tedesca. Ha tenuto lezioni di game design presso la Scuola Holden di Torino. Nell'aprile 2025 esce il suo primo libro per bambini, intitolato "Animali". Illustrato da Simonetta Talami e pubblicato da Sabir.

## Stile
Walter Obert, noto nel campo ludico col nick name di Wallover,  è specializzato soprattutto nei party games come Kragmortha e Tokyo Train (di cui periodicamente si organizzano sessioni live con decine di segnalini viventi) o Hystericoach e nei giochi con notevole componente umoristica, ma in effetti la sua produzione è estremamente poliedrica. 

## Ludografia
- Vampiri in salsa rossa Ravensburger, 1991[3] con Alex Randolph e Dario De Toffoli
- Word Jam, Da Vinci Games, 2004[4]
- HysteriCoach, Scribabs, 2006[5]
- Chang Cheng, Tenki Games, 2007[6]
- Star System, Scribabs, 2007[7]
- Kragmortha Stratelibri, 2007[8]
- HysteriCoach Hockey, Scribabs, 2007[5]
- Aargh!Tect/Ugg-Tect, Heidelbaer / Fantasy Flight Games, Simba 2009[9]
- Tokyo Train, Cocktail Games, 2009[10]
- Strada Romana, Rio Grande)[11]
- Loch Ness, Red Glove, 2010[12]
- Die Verzauberten Rumpelriesen Drei Magier Spiele, 2013 con Carlo Emanuele Lanzavecchia
- What The Fake?! Cocktail Games, 2014 con Stefano Negro
- Opération Nez Rouge Cocktail Games, 2014
- Die Geheimnisvolle Drachenhöhle Drei Magier Spiele, 2015 con Carlo Emanuele Lanzavecchia
- Royal Wedding Giochi Uniti, 2016
- Acrobat Janod, 2017 con Carlo Emanuele Lanzavecchia
- Wagonimo Janod, 2017 con Carlo Emanuele Lanzavecchia
- The Way of Panda Pendragon Game Studio / Cool Mini Or Not, 2017 con Andrea Mainini e Alberto Vendramini
- Piggy Story Janod, 2019 con Carlo Emanuele Lanzavecchia
- Happy Bzzz Janod, 2019 con Carlo Emanuele Lanzavecchia
- Tutti in Treno, Red Glove, 2019 con Francesco Testini
- Kinder Game, Ferrero, 2020 con Luca Borsa e Luca Bellini
- Origine, NovaCOOP-Demoela, 2020
- Captain Wonder Cape Huch, 2020 con Carlo Emanuele Lanzavecchia
- Espresso Doppio Huch, 2021
- St@rt Clementoni, 2021
- WunderWaffen Federazione Italiana Wargame 2022
- Cléo Cartes MegaBleu 2023 con BLOB Game Factory
- Stamp Farm DV Games 2023
- Poulp Party Janod 2024  con Carlo Emanuele Lanzavecchia
- Magic Theater Janod 2024  con Carlo Emanuele Lanzavecchia
- Magicaboo Blue Orange 2025 con Blob Game Factory

## Riconoscimenti
| Edizione | Premio                                         | Categoria                                             | Gioco                           | Risultato                  |
| -------- | ---------------------------------------------- | ----------------------------------------------------- | ------------------------------- | -------------------------- |
| 1996     | Premio Archimede                               | -                                                     | Krakatoa                        | Vincitore                  |
| 2004     | Gioco Inedito                                  | -                                                     | Chang Cheng                     | menzione speciale          |
| 2006     | Premio Archimede                               | Premio Speciale Carta Mundi al miglior gioco di carte | Star System                     | Vincitore (8° complessivo) |
| 2006     | Best of Show                                   | Side Award per il Miglior Family Game - Party Game    | HysteriCoach                    | Vincitore                  |
| 2007     | Best of Show                                   | Side Award per il Miglior Family Game - Party Game    | Kragmortha                      | Vincitore                  |
| 2008     | Premio Archimede                               | Premio Speciale Winning Moves                         | Strada Romana                   | Vincitore (2° complessivo) |
| 2008     | Concours international de Boulogne-Billancourt |                                                       | Strada Romana                   | Vincitore                  |
| 2010     | Ludoteca Ideale                                | -                                                     | Strada Romana                   | Vincitore                  |
| 2013     | Graf Ludo                                      | Best Children's Game Graphics Winner                  | Die verzauberten Rumpelriesen   | Vincitore                  |
| 2016     | Spiel des Jahres                               | Kinderspiel des Jahres                                | Die Geheimnisvolle Drachenhöhle | Raccomandato               |
| 2021     | Efesto Award                                   | Miglior filler innovativo                             | Captain Wonder Cape             | Vincitore                  |
| 2021     | FIW Award                                      | Primo Premio Wargame                                  | WunferWaffen                    | Vincitore                  |